# Burg Meiningen

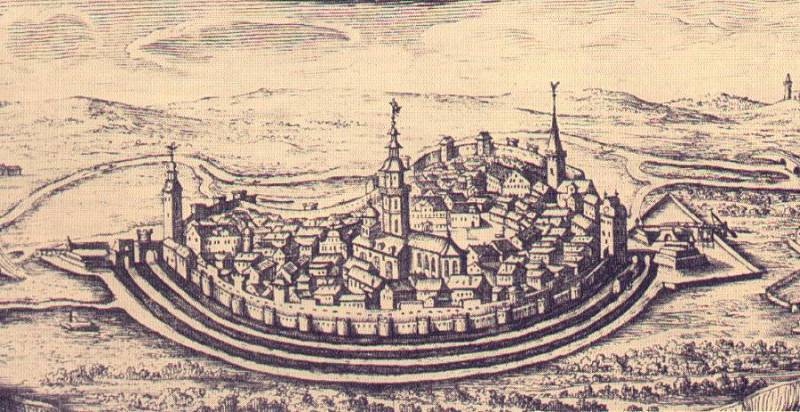
Die Burg in einer Meininger Ansicht von 1676 (oben rechts, sichtbar Haupthaus und Turm)

Die Burg Meiningen war eine Stadtburg in der heutigen Kreisstadt Meiningen und existierte bis 1682. Heute befindet sich an gleicher Stelle das barocke Schloss Elisabethenburg. Der Palas der Burg wurde als Nordflügel in die Dreiflügelanlage integriert und fortan „Altes Schloss“ genannt. 

## Lage
Die Burg lag als eine Wasserburg am nordwestlichen Rand der historischen Altstadt von Meiningen am rechten Ufer der Werra an einer Furt.

## Beschreibung
Die Burg Meiningen war eine Stadt- und Wasserburg und war in den nordwestlichen Teil der Stadtbefestigung integriert. Der Burggraben wurde von der Werra gespeist. Sie bestand aus einem Haupthaus, dem Centhaus, Nebengebäuden, einem Turm und einer Burgmauer. Der Zugang lag im Süden und war durch eine Zugbrücke gesichert.

## Geschichte
Der genaue Baubeginn der Burg ist nicht bekannt, wird aber aufgrund ihrer Schutzfunktion der Mark Meiningen und des Königsguts Meiningen sowie einer Werrafurt noch vor 1000 angenommen. Zum Beweis fand man 2012 bei Bauarbeiten nahe dem heutigen Schloss hölzerne Pfahlgründungen aus dieser Zeit. Meiningen war vermutlich ebenso wie der nahe Landwehrberg, Vachdorf, Belrieth und andere Orte im ostfränkischen Grabfeldgau in der Zeit der Ungarneinfällen von 899–955 mit einer einfachen Befestigungsanlage versehen worden.
Als Ausgleich von Gebietsverlusten durch die 1007 erfolgte Neugründung des Bistums Bamberg übergab 1008 Heinrich II. dem Hochstift Würzburg unter anderem das Königsgut Meiningen. Als Schutz dieser Exklave ließen die Würzburger Bischöfe die bestehende Befestigungsanlage zu einer Wasserburg ausbauen. Als Burgmannen setzten die Bischöfe ministerial Lehnsherren aus dem niederen Adel ein, die oftmals auch für die ebenfalls würzburgische Burg Landeswehre zuständig waren. Zu den ersten urkundlich genannten Burgmannen gehörten Gumbert von Meiningen (1168), Berthold von M. (1206) und Otto von M. (1240).
1406 nahmen die Junker von der Tann die Burg als Lehen. Die zunehmend feindselige Haltung der Junker gegenüber dem Bistum Würzburg veranlasste 1418 Bischof Johann II. von Brunn, die Burg gewaltsam stürmen, die Junker gefangen nehmen und absetzen zu lassen. Bei einem Bürgeraufstand am 10. August 1432 zerstörten die Meininger die Burg und vertrieben die Burgmannen, da diese sich durch Übergriffe auf die Bevölkerung den Zorn der Bürger zuzogen. Von 1509 bis 1511 ließ Bischof Lorenz von Bibra die Burg im Stil der Renaissance wieder aufbauen.
1542 gelangten Burg und Stadt Meiningen zur Grafschaft Henneberg. Nach dem Aussterben der Grafen von Henneberg 1583 fiel die Grafschaft und somit auch die Burg Meiningen vertragsgemäß an die ernestinische Linie des sächsischen Herrscherhauses Wettiner. Da sich diese mit anderen Herrscherhäusern, die ebenfalls Ansprüche auf das hennebergische Erbe erhoben, nicht auf eine Teilung der Grafschaft einigen konnten, wurde zunächst eine gemeinschaftliche Hennebergische Regierung gebildet. Man wählte Meiningen zum Verwaltungssitz, und die Regierung nahm ihr Domizil in der Burg Meiningen. 1615/16 erfuhr die Burg eine Vergrößerung um einen freistehenden Turm, Gärten und erweiterter Burgmauer. Den Dreißigjährigen Krieg überstand die Burg unbeschadet. Erst 1660 fand endgültig die Teilung der Grafschaft Henneberg und somit die Auflösung der hennebergischen Regierung statt.
1680 wurde durch eine Erbteilung das Herzogtum Sachsen-Meiningen gegründet, und die Burg kam in dessen Besitz. Der Herzog Bernhard I. beschloss 1682 den Bau eines neuen Residenzschlosses an Stelle der Meininger Burg. Bis auf den Hauptbau als vorläufige Residenz wurde die Burg geschleift und auf den freien Flächen mit dem Schlossbau begonnen. Aus finanziellen Gründen konnte der Idealplan des Schlosses Elisabethenburg nicht realisiert werden, und der verbliebene Hauptbau der Burg wurde als Nordflügel in die Dreiflügelanlage integriert und fortan „Altes Schloss“ genannt. Von 1859 bis 1861 wurde der nun nach dem Bauherr Lorenz von Bibra genannte Schlossflügel „Bibrabau“ durch den Architekten und Baubeamten Otto Hoppe umgebaut, bei dem er seine heutige Gestalt erhielt.

## Status
Das verbliebene Hauptgebäude ist heute ein Kulturdenkmal. Es ist Sitz des Stadtarchivs Meiningen und des Staatsarchivs Meiningen.